# São Jorge (Alasca)
A São Jorge  (em inglês: St. George, em aleúte: Anĝaaxchalux̂ ou Sangiurgiix̂, em russo: Сент-Джордж) é uma cidade na Região Censitária das Aleutas Ocidentais, no Alasca, Estados Unidos. É o principal assentamento da ilha de São Jorge, no arquipélago de Pribilofs, no mar de Bering. No censo de 2020, a população era de 67 habitantes, abaixo dos 102 habitantes de 2010 e o menor número desde o início dos registros em 1880.